# Vejano
Vejano är en ort och kommun i provinsen Viterbo i regionen Lazio i Italien. Kommunen hade 2 218 invånare (2018).